# Shoegazing

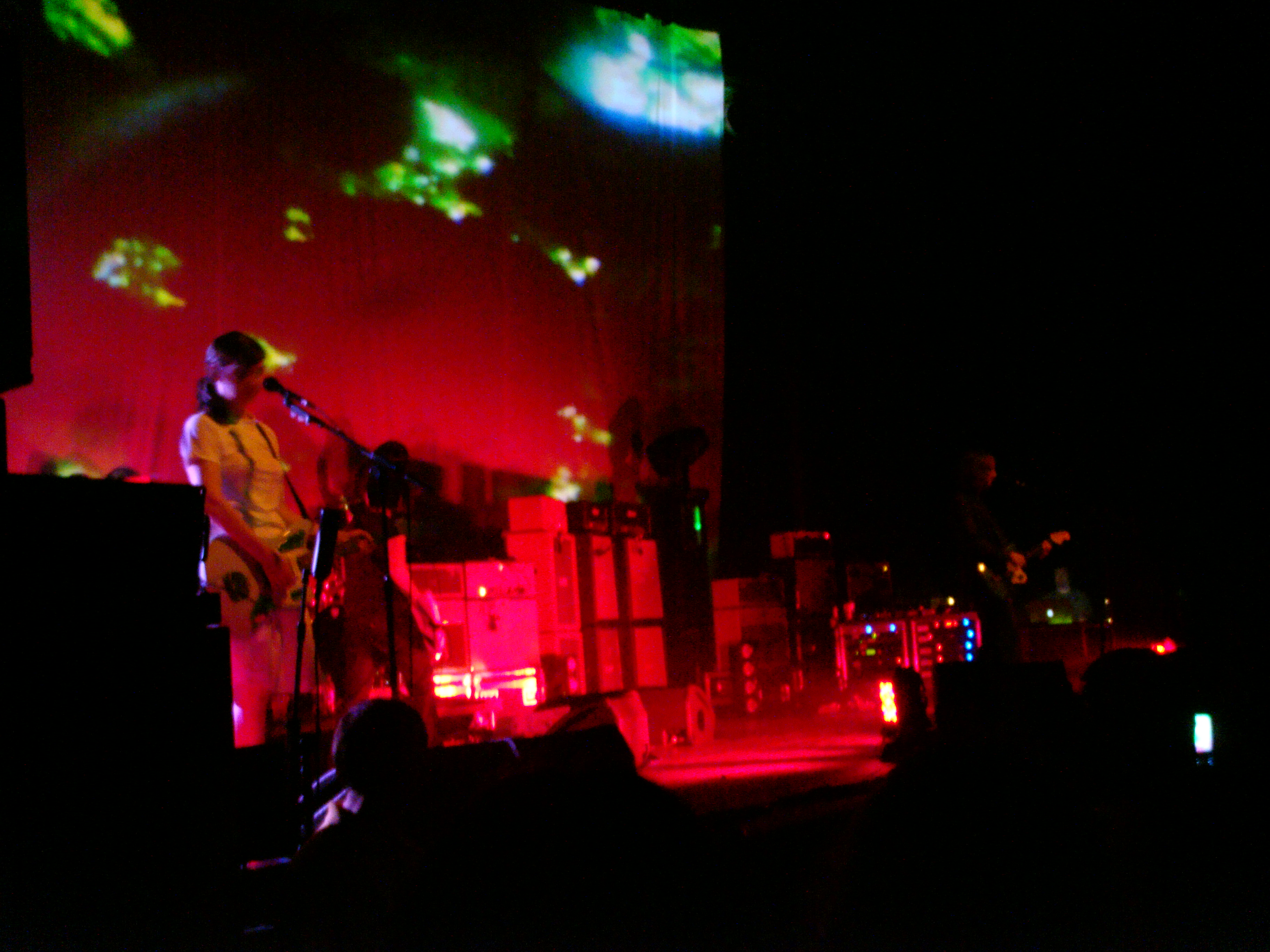
My Bloody Valentine biểu diễn năm 2008.

Shoegazing (hay shoegaze) là một tiểu thể loại alternative rock xuất hiện tại Vương quốc Anh vào nửa sau thập kỷ 1980. Shoegazing điển hình sử dụng nhiều biến âm và hồi âm guitar, giọng hát khó hiểu và kiểu nhạc "wall of sound". Những tạp chí âm nhạc Anh đặt ra thuật ngữ "shoegazing" từ việc các nghệ sĩ khi biểu diễn nhìn chằm chằm (gaze) vào giày (shoe) của họ. Việc dùng hiệu ứng bàn đạp cũng tạo nên hình ảnh nghệ sĩ nhìn xuống chân khi biểu diễn. Shoegazing và "dream pop" là hai thể loại liên quan và có khi bị nhầm lẫn với nhau.
Vào đầu thập kỷ 1990, các ban nhạc shoegazing bị "đẩy ra ngoài" bởi làn sóng grunge từ Mỹ và các nghệ sĩ Britpop thời kỳ đầu như Suede, ép những ban nhạc tương đối vô danh tan rã hay phải thay đổi phong cách. Thập kỷ 2000 chứng kiến sự phục hồi của shoegazing bởi những ban nhạc "nu gaze".